# Circuito Brasileiro de Voleibol de Praia Masculino Sub-23 de 2016
O Circuito Brasileiro de Voleibol de Praia Sub-23 de 2016, também chamado de Circuito Banco do Brasil de Vôlei de Praia Sub-23, foi a quinta edição da principal competição nacional de Vôlei de Praia na categoria Sub-23 na variante masculina, iniciado em 16 de maio de 2016.

## Resultados

### Circuito Sub-23
| Evento                                                                 | Ouro                            | Prata                               | Bronze                              | Quarto lugar                  |
| 1ª Etapa João Pessoa, Paraíba 16 a 19 de maio de 2016.                 | Allysson Lima Jefferson Coimbra | Matheus Baby Vinícius Freitas       | / Vinícius Freitas Eduardo Davi     | Thales Luan Kevin Fabel       |
| 2ª Etapa Jaboatão dos Guararapes, Pernambuco 13 a 16 de junho de 2016. | / Rafael José Renato Andrew     | / Vinícius Freitas Eduardo Davi     | / George Wanderley Arthur Lanci     | / Allysson Lima Kaique Chaves |
| 3ª Etapa Cabo Frio, Rio de Janeiro 26 a 28 de julho de 2016.           | / Vinícius Freitas Eduardo Davi | Allysson Lima Jefferson Coimbra     | Jonas Fidélis Matheus Maia          | / Allysson Lima Kaique Chaves |
| 4ª Etapa Rio de Janeiro, Rio de Janeiro 4 a 7 de setembro de 2016.     | / George Wanderley Arthur Lanci | Jonas Fidélis Matheus Maia          | Allysson Lima Jefferson Coimbra     | Thales Luan Kevin Fabel       |
| 5ª Etapa Brasília, Distrito Federal 6 a 9 de outubro de 2016.          | / George Wanderley Arthur Lanci | / Gabriel Gouveia Adrielson Emanuel | / Vinícius Freitas Eduardo Davi     | Jonas Fidélis Matheus Maia    |
| 6ª Etapa São José, Santa Catarina 2 a 4 de dezembro de 2016.           | / George Wanderley Arthur Lanci | / Vitor Micael Gabriel Mussi        | / Gabriel Gouveia Adrielson Emanuel | Jonas Fidélis Matheus Maia    |